# Idénia-Moa
Pour les articles homonymes, voir Idénia.
Idénia-Moa est une commune rurale située dans le département de Tiébélé de la province du Nahouri dans la région du Centre-Sud au Burkina Faso.

## Santé et éducation
Le centre de soins le plus proche d'Idénia-Moa est le centre de santé et de promotion sociale (CSPS) d'Idénia-Tanga tandis que le centre médical (CMA) le plus proche se trouve à Pô.